# Szultán Muhammad Hudábanda perzsa sah
Szultán Muhammad Hudábanda, modern perzsa kiejtéssel Szoltán Mohammad Hodábande (1531 – Alamút, 1595/1596) I. Tahmászp fia, Perzsia sahja (uralkodott 1577. november 24-étől 1588. szeptember 9-éig), a Szafavida-dinasztia negyedik uralkodó tagja volt. Uralkodása alatt nem tudott úrrá lenni a kizilbasok belharcain, amit a szomszédos hatalmak betörésekre használtak ki.

## Élete
A hercegként Abú Gálib Szultán Muhammad Mírán Mirza néven ismert későbbi uralkodó a hosszú ideig uralkodó I. Tahmászp másodszülött fia volt annak első feleségétől, az Ak Kojonluból származó Kadamalí Szultánum Bégumtól. Bátyja, Alí Kulí már 1529-ben, két évvel Muhammad születése után meghalt, azonban rossz látása miatt nem Muhammad herceg lett a trónörökös – uralkodására majdhogynem teljesen megvakult. Hercegként több alkalommal viselte Horászán kormányzójának rangját (1535–1556, 1556–1565 majd 1566–1571), végül apja halálakor Fársz tartományt igazgatta (1571–1577). Tahmászp sah halálakor harmadik fia örökölte a trónt II. Iszmáíl néven, ám ő el akarta hagyni síita vallását, hogy szúfi őseihez hasonlóan szunnita legyen, így elégedetlen alattvalói ópiummérgezéssel meggyilkolták, és Muhammad Hudábandát tették 1577. november 24-én trónra. Koronázására 1578. október 3-án került sor.
Muhammad vak, visszahúzódó és gyenge akaratú lévén nem tudott gátat szabni a II. Tahmászp uralkodásának utolsó évei óta tartó hatalmi vetélkedésnek a dinasztia addigi fő támasza, a törzsi török kizilbas haderő csoportjaiban, miközben az Üzbég Kánság folyamatosan be-betört Horászán területére. A Perzsa Birodalom meggyengülését az Oszmán Birodalom szintén kihasználta, hogy harminc év béke után 1585-ben keleti szomszédjára támadva meghódítsa Tebriz városát. A felesége, Mahd-i Álija befolyása alatt álló sah a trónörököst, Hamza Mirzát küldte az oszmánok elleni harcra, de ő biztató kezdetek után 1586-ban meghalt Gandzsánál.
A Fahmí álnéven verseket író sah kisebbik fia, az akkor tizenhét éves Abbász mögé eközben beállt a rivalizáló frakciók egyike, és Horászánból kiindulva bevonult a gazvini palotába, ahol apja lemondott a javára 1588. szeptember 9-én, és maga helyezte fejére a koronát. A történelembe I. (Nagy) Abbászként bevonuló fia ezután atyját fivéreivel együtt elzáratta Alamút várába. Muhammad itt halt meg valamikor 1595 júliusa és 1596 júliusa között; Szultánijében temették el.

## Utódai
Muhammadnak családtagjaihoz képest viszonylag kevés, mindössze két felesége volt, Első felesége az előkelő giláni hivatalnokcsaládból származó lány volt, akit még 1549-ben Herátban vett el, de kis szerepet játszott a politikában. Második feleségét, egy mázandaráni kormányzó leányát, Naváb-i Szipihr Isztibáh Bilkísz az-Zamaní Hajr an-Niszá Bégumot, aki Mahd-i Álijaként (Magas Dicsőség) vonult be a történelembe, 1565-ben vette feleségül Gazvinban. Hudábanda lemondását követően Mahd-i Áliját rövidesen megfojtották a háremben.
A sahnak hat fiáról és egyetlen leányáról van tudomásunk, közülük egy fiú kivételével mind a sah második feleségétől származtak. Első fiát, az első feleségétől 1558-ban született Haszan Mirza mázandaráni kormányzót 1578-ban megölték, a második, Hamza Mirza trónörökös (1577-től válí ahad címmel), iszfaháni kormányzó (1577-1586) és a magasságos díván képviselője (vakíl) pedig az oszmánok elleni harcban esett el 1586-ban. Abbász többi fivérét apjával együtt Alamútba záratta, ahol 1591-ben még éltek. A lányt bizonyos Szajjid Nászirral, Mohamed próféta és Ali imám egy leszármazottjával házasították össze.

## Külső hivatkozások
- Christopher Buyers: The Royal Ark/Persia/Safawi Dynasty